# John Sweeney
Pour les articles homonymes, voir Sweeney et John Sweeney (homonymie).
John Joseph Sweeney, né le 5 mai 1934 dans le Bronx à New York et mort le 1er février 2021 à Bethesda (Maryland), est un leader syndical et un militant socialiste américain.
Il a été de 1995 à 2009 le président de l'AFL-CIO, la plus importante centrale syndicale aux États-Unis, et est une personnalité politique du parti social-démocrate américain.

## Biographie

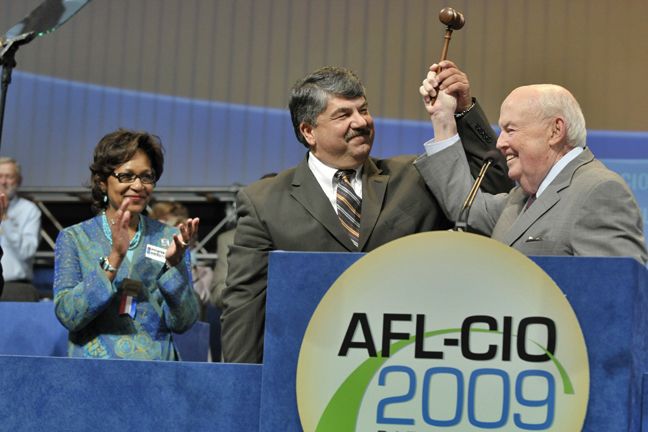
Richard Trumka et John Sweeney lors du congrès de l'AFL-CIO de 2009 à Pittsburgh en Pennsylvanie.